# نحشون، إسرائيل
نحشون (العبرية: נחשון) هو كيبوتس في وسط إسرائيل. تقع في وادي أيالون إلى الجنوب الغربي من موديعين، تحت سلطة مجلس ماتييه يهودا الإقليمي. في 2019 بلغ عدد سكانها 589.

## التاريخ
تأسست المستوطنة الإسرائيلية في عام 1950 من قبل أعضاء المهاجرين من منظمة هاشومير هتسعير. سميت على اسم عملية نحشون، التي فتحت طريق القدس خلال الحرب العربية الإسرائيلية عام 1948.[بحاجة لمصدر]
بعد حرب الأيام الستة عام 1967 دُفن حوالي 80 جنديًا مصريًا من قوات الصاعقة في مقبرة جماعية في الحقول التي يعتني بها كيبوتس نحشون. تحول الحقل فيما بعد إلى منطقة جذب سياحي، أطلق عليها اسم "إسرائيل الصغيرة".
في يوليو 2023، أصبح الكيبوتس موقعًا لـ"مهرجان الديمقراطية"، وهو وجهة مسيرة احتجاجية ضد الإصلاحات القضائية المقترحة والتي بدأت في تل أبيب وانتهت في القدس القريبة.

## روابط خارجية
- موقع الكيبوتس (بالعبرية)